# 姜波
姜 波（きょう は、Bo Jiang、1977年 - ）は、中華人民共和国遼寧省瓦房店市出身の女子陸上競技選手である。女子5000mの元世界記録保持者である。1990年代に話題をさらった馬軍団の選手の一人である。
1997年に上海市で行われた運動会で、予選で同じ馬軍団の董艶梅が出したばかりの14分31秒27の世界記録を破り、14分28秒09の世界新記録を樹立した。

## 自己ベスト
- 1500m - 3分50秒98 (1997年)
- 5000m - 14分28秒09 (1997年)